# Z (游戏)
《Z》是The Bitmap Brothers开发的即时战略游戏，于1996年登陆Windows平台。
GameSpot评测员Chris Hudak给游戏打出7.2/10的评分，称该作是搞笑版《命令与征服》。《Next Generation》的认为，该作不像其他即时战略游戏那样有管理资源环节，因故更注重反应时间和纯策略。